# Emil Străinu
Emil Străinu (sinh ngày 30 tháng 4 năm 1957 tại Bucharest, România) là Đại tướng Lục quân dự bị, nhà văn, nhà báo, nhà UFO học và chính khách người România. Ông từng là Chủ tịch Đảng Đại România (PRM) từ năm 2015 đến năm 2016. Ngoài ra, ông còn là thành viên sáng lập tổ chức nghiên cứu UFO gọi là ASFAN (Asociația pentru Studiul Fenomenelor Aerospațiale Neidentificate; Hiệp hội Nghiên cứu Hiện tượng Không gian Vũ trụ Không xác định).
Străinu còn là tác giả của những cuốn sách chuyên ngành kiêm chuyên gia xạ trị. Ông từng góp sức xuất bản nhiều đầu sách, bài báo và công trình nghiên cứu trong lĩnh vực nghiên cứu vùng trời về các phương pháp định vị bức xạ, vũ khí địa vật lý, khí hậu học, hiện tượng UFO, và được giới truyền thông mời tham gia một số lượng lớn các chương trình truyền hình về những chủ đề nêu trên. Străinu sở hữu tới hơn 1.500 bài báo được xuất bản từ năm 1990–2014 trên hơn 50 ấn phẩm. Ông còn thử sức mình làm chuyến du ngoạn vượt qua Vòng Bắc Cực tới năm lần (Alaska, Greenland, quần đảo Svalbard, Bắc Murmansk và Kamchatka) và Vòng Nam Cực, tại Cape Horn cho đến tận Lục địa Bắc Cực.
Ông từng tham gia vào các cuộc thám hiểm và du lịch tại những khu vực như: Alaska, Siberia, Tây Tạng, đảo Phục Sinh, Greenland, Iceland, quần đảo Svalbard, Himalaya, hồ Baikal, Kamchatka, eo biển Bering (Vladivostok thuộc Nga và Elena Kotzebuse thuộc Mỹ), v.v... Rồi có lúc mạo hiểm đi vào các khu vực cấm, chẳng hạn như Khu vực 51, Gakota - HAARP hoặc những địa điểm nguy hiểm như sa mạc Nevada, Atacama, New Mexico, Arizona, Mojave.

## Tác phẩm

### Sách phi hư cấu
- O.Z.N. Universuri paralele, Editura UMC, 1994, ISBN 973-96343-2-X
- Războiul radioelectronic: România - Decembrie 1989; Kosovo - Iugoslavia 1999, Editura Z 2000, 2004 (đồng tác giả với Sorin Topor)
- Războiul geofizic, Editura Academiei de Înalte Studii Militare, Bucharest, 2003 (luận văn)
- OZN Universuri paralele, Editura UMC, 1994
- Săbiile zeului Marte - războiul radioelectronic, Editura Academiei de Înalte Studii Militare, 1996
- OZN în arhivele militare secrete, (đồng tác giả) Editura  Majadahonda, 1999;
- Men In Black - Poliția extraterestră, Editura Z 2000, 1999;
- Serviciile secrete și fenomenul OZN, Editura Z 2000;
- Războiul geofizic, Editura Phobos, 2006, ISBN 973-7683-10-2
- Fenomenul OZN și serviciile secrete, Editura Solaris Print, Bucharest, 2008, ISBN 9789738885318
- OZN - Anchetatorii au viața scurtă, Editura Triumf, Bucharest, 2008, ISBN 973-7634-29-2
- Statueta blestemată - teorii și cercetări neconvenționale, Editura Triumf, Bucharest, 2008, ISBN 9789737634207
- Cutremurele care vor lovi România - teorii și cercetări neconvenționale, Editura Triumf, Bucharest, 2009, ISBN 973-7634-22-1
- Operația Elster. Atentatul terorist de la 11 septembrie 2001 inspirat de un plan  conceput de Hitler în 1943 !?, Brașov, Solaris, 2009, ISBN 978-606-92077-5-8.
- Operațiunea Elster, colecția Armaghedon - tập 2, Editura Solaris Print, Bucharest, 2009, ISBN 606-92077-5-8
- Un OZN pentru Hitler, colecția Armaghedon - tập 1, Editura Solaris Print, Bucharest, 2009, ISBN 9786069207710
- Fuhrerul și arma finală, colecția Armaghedon - tập 3, Editura Solaris Print, Bucharest, 2009, ISBN 9786069207789
- Războiul psihotronic, Editura Solaris Print, Bucharest, 2009, ISBN 9789738885332
- Razboiul informatic, Editura Triumf, 2009, ISBN 978-973-7634-29-0
- Parapsihologia si serviciile secrete, Editura Triumf, 2010, ISBN 978-973-7634-32-0, ấn bản I
- cu Ioana Vostinaru, C.I.A. Tentativele de asasinare ale lui Fidel Castro Ruz, Editura Axioma Print, 2016, ISBN 978-606-8206-10-3
- Efectul Dumitrache sau Teoria vibratorie a timpului,  Editura Prestige, 2018, ISBN 9786068863313
- Extraterestrul din lumea duală,  Editura Darclee, 2021, ISBN  9786069010259